# Autódromo Oscar y Juan Gálvez
O Autódromo Internacional Juan & Oscar Gálvez é um autódromo localizado em Buenos Aires, Argentina. Foi inaugurado em 1952 e em 1953 a Fórmula 1 entrou no calendário da pista. Foram 20 corridas pela Fórmula 1 descontínuas (não houve em 1959 e 1976) e com duas interrupções: de 1961 a 1971 e de 1982 a 1994, tendo a última acontecido em 1998. Foi na pista argentina que o francês Alain Prost marcou o primeiro ponto na Fórmula 1 com o 6.º lugar na corrida de 1980.
Entre 2005 e 2008, a Stock Car Brasil utilizou um dos traçados da pista, o tri oval, de alta velocidade que proporciona boas disputas entre os pilotos. A primeira prova oficial da Stock Car fora do Brasil aconteceu no autódromo em 30 de outubro de 2005. Outra categoria brasileira que correu nessa pista foi a Fórmula Truck, entre 2008 e 2010 - hoje a etapa argentina é realizada no circuito de Alta Gracia, na província de Córdoba.  A pista tem a largada no sentido horário. A principal categoria argentina que corre na pista é a TC2000, uma categoria semelhante à DTM alemã.

## Vencedores do GP da Argentina
Evento com o fundo vermelho é que não fizeram parte do campeonato.
| Ano                      | Piloto                         | Chassi/Motor     | Resumo |
| ------------------------ | ------------------------------ | ---------------- | ------ |
| 1998                     | Michael Schumacher             | Ferrari          | Resumo |
| 1997                     | Jacques Villeneuve             | Williams-Renault | Resumo |
| 1996                     | Damon Hill                     | Williams-Renault | Resumo |
| 1995                     | Damon Hill                     | Williams-Renault | Resumo |
| Não houve de 1982 a 1994 |                                |                  |        |
| 1981                     | Nelson Piquet                  | Brabham-Ford     | Resumo |
| 1980                     | Alan Jones                     | Williams-Ford    | Resumo |
| 1979                     | Jacques Laffite                | Ligier-Ford      | Resumo |
| 1978                     | Mario Andretti                 | Lotus-Ford       | Resumo |
| 1977                     | Jody Scheckter                 | Wolf-Ford        | Resumo |
| Não houve em 1976        |                                |                  |        |
| 1975                     | Emerson Fittipaldi             | McLaren-Ford     | Resumo |
| 1974                     | Denny Hulme                    | McLaren-Ford     | Resumo |
| 1973                     | Emerson Fittipaldi             | Lotus-Ford       | Resumo |
| 1972                     | Jackie Stewart                 | Tyrrell-Ford     | Resumo |
| 1971                     | Chris Amon                     | Matra            | Resumo |
| Não houve de 1961 a 1970 |                                |                  |        |
| 1960                     | Juan Manuel Fangio             | Cooper-Climax    | Resumo |
| 1960                     | Bruce McLaren                  | Cooper-Climax    | Resumo |
| Não houve em 1959        |                                |                  |        |
| 1958                     | Juan Manuel Fangio             | Maserati         | Resumo |
| 1958                     | Stirling Moss                  | Cooper-Climax    | Resumo |
| 1957                     | Juan Manuel Fangio             | Maserati         | Resumo |
| 1957                     | Juan Manuel Fangio             | Maserati         | Resumo |
| 1956                     | Juan Manuel Fangio             | Ferrari          | Resumo |
| 1956                     | Luigi Musso Juan Manuel Fangio | Ferrari          | Resumo |
| 1955                     | Juan Manuel Fangio             | Mercedes         | Resumo |
| 1955                     | Juan Manuel Fangio             | Mercedes         | Resumo |
| 1954                     | Maurice Trintignant            | Ferrari          | Resumo |
| 1954                     | Juan Manuel Fangio             | Maserati         | Resumo |
| 1953                     | Giuseppe Farina                | Ferrari          | Resumo |
| 1953                     | Alberto Ascari                 | Ferrari          | Resumo |